# Johnny Mercer
Johnny Mercer, (Savannah, 1909. november 18. –‎ Hollywood, 1976. június 25.) négyszeres Oscar- és kétszeres Grammy-díjas amerikai énekes, dalszerző. A Tin Pan Alley egyik dalszöveg szerzőjeként volt inkább ismert, de népszerű énekes is volt. Az 1930-as évek közepétől az 1950-es évek közepéig rögzítette saját és mások dalait. Mercer dalai a kor legsikeresebb slágerszövegei: a „Moon River”, a „Days of Wine and Roses”, az „Autumn Leaves”, a „Satin Doll” és a „Hurry for Hollywood”. Több mint 1500 dal szövegét írta, és filmekhez, Broadway showkhoz készült kompozíciókat is is írt. Tizenkilenc Oscar-díj jelölést kapott, és négyszer elnyerte a legjobb eredeti dal Oscar-díját.

## Pályafutása
Mercer amerikai dalszövegíró, dalszerző és énekes karrieje Paul Whiteman énekeseként és dalszerzőjeként indult. 1935-ben Hollywoodnak is kezdett dalokat írni. Musicalekben is kapott néhány kisebb szerepet. Híres dalai közé tartozik Hollywood nem hivatalos himnusza, a Hooray For Hollywood. Ez tulajdonképpen a „Hollywood Hotel” című filmhez számára íródott. Rádióműsorai és lemezekei is hamarosan megjelentek sokakkal, például Ella Fitzgeralda, és Bing Crosbyval.
Mercer egy lemezkiadó vezetője volt. Buddy DeSylva-val és Glen Wallichsszal alapították a Capitol Recordsot.
Leginkább, mint a Tin Pan Alley szövegírója volt ismert, de zenét is komponált. Népszerű énekes volt. Tizenkilenc Oscar-jelölést kapott, és négyszer el is nyerte a az Oscar-díját (legjobb eredeti dalok).

## Johnny Mercer leghíresebb lemezei
- 1939: Mr Gallagher and Mr Shean
- 1939: Small Fry
- 1943: I Lost My Sugar in Salt Lake City
- 1944: G. I. Jive
- 1944: San Fernando Valley
- 1945: Candy (Jo Stafford & the Pied Pipers)
- 1945: I’m Gonna See My Baby
- 1945: Surprise Party
- 1946: Personality
- 1946: My Sugar Is So Refined
- 1946: Zip-A-Dee-Doo-Dah
- 1946: A Gal in Calico
- 1947: Winter Wonderland
- 1947: Huggin‘ and A-Chalkin
- 1947: I Do Do Do Like You
- 1947: Sugar Blues
- 1947: Save the Bones for Henry Jones (Nat King Cole)
- 1947: Harmony (Nat King Cole)
- 1949: Baby It’s Cold Outside (Margaret Whiting)

## Filmek
- Johnny Mercer az IMDb-n

## Díjak
- 1946: „On the Atchison, Topeka and the Santa Fe” (music by Harry Warren) for The Harvey Girls
- 1951: „In the Cool, Cool, Cool of the Evening” (music by Hoagy Carmichael) for Here Comes the Groom
- 1961: „Moon River” (music by Henry Mancini) for Breakfast at Tiffany's
- 1962: „Days of Wine and Roses”(music by Henry Mancini) for Days of Wine and Roses

- Lásd még: infobox